# تیم بنتسکو
تیم بنتسکو (انگلیسی: Tim Bendzko؛ زادهٔ ۹ آوریل ۱۹۸۵) یک خواننده و ترانه‌سرای اهل آلمان است. وی دو آلبوم به نام‌های "Wenn Worte meine Sprache wären" و "Am seidenen Faden" به ترتیب در سال‌های ۲۰۱۱ و ۲۰۱۳ منتشر کرد. دو ترانه وی در چارت آلمان جزو ده ترانه شدند. ترانه "Nur noch kurz die Welt retten" از وی در چرات آلمان ۲، چارت اتریش ۴ و در چارت سوئیس ۸ گردید.